# Druztová
Druztová település Csehországban, a Észak-plzeňi járásban. Druztová Chrást, Dolany, Zruč-Senec és Plzeň településekkel határos. Lakosainak száma 804 fő (2024. január 1.).

## Népesség
A település lakosságának változását az alábbi diagram mutatja:
| Lakosok száma | 307  | 501  | 732  | 682  | 622  | 630  | 767  | 785  | 802  | 804  |
|               | 1869 | 1890 | 1921 | 1950 | 1980 | 2001 | 2017 | 2019 | 2022 | 2024 |